# Chapelet thaï
Pour les articles homonymes, voir Chapelet (homonymie).

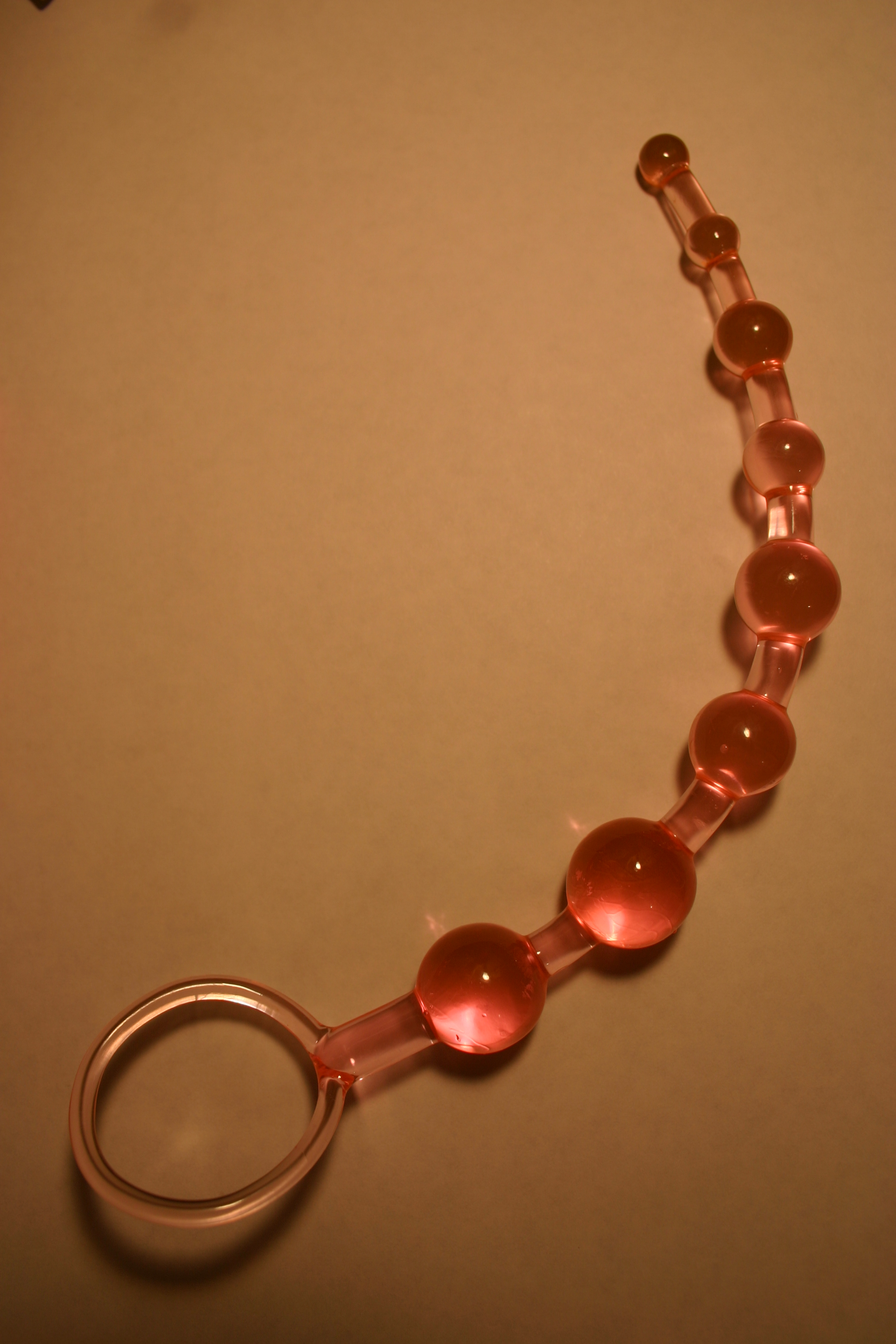
Chapelet thaï.

Mode d'emploi.

Le chapelet thaï est un jouet sexuel pour hommes ou pour femmes constitué d'une série de billes (entre 3 et 6 généralement) d'un diamètre situé entre 1 et 3 cm. Ces boules sont entièrement insérées dans le vagin ou dans l'anus.
Son action est effective à sa sortie par stimulation multiple des sphincters ou du bord du vagin et de l'anus.
Le chapelet thaï s'apparente aux boules de geisha mais ne doit pas être confondu avec elles. Les boules de geisha sont d'un diamètre plus grand (3 à 5 cm) et procurent un type de stimulation différent.